# Sara Hendershot
Sara Hendershot (* 27. April 1988 in West Simsbury, Connecticut) ist eine ehemalige Ruderin aus den Vereinigten Staaten.
Sara Hendershot siegte bei den U23-Weltmeisterschaften 2010 im Vierer ohne Steuerfrau. Im Jahr darauf trat sie in der gleichen Bootsklasse bei den Weltmeisterschaften in Bled an. Sarah Zelenka, Kara Kohler, Emily Regan und Sara Hendershot gewannen mit einer knappen Sekunde Vorsprung auf die Australierinnen. Bei den Olympischen Spielen 2012 in London traten Zelenka und Hendershot im Zweier ohne Steuerfrau an. Mit 0,2 Sekunden Rückstand auf die drittplatzierten Neuseeländerinnen belegten die beiden Amerikanerinnen den vierten Platz. Sara Hendershot trat 2013 im Ruder-Weltcup einmal im Achter an und belegte in Sydney den zweiten Platz. Danach endete ihre internationale Karriere.